# Formation de Hanson
La formation de Hanson est une formation géologique située en Antarctique. Ce site fossilifère de la partie centrale de la chaîne Transantarctique a livré des restes de dinosaures du Jurassique inférieur.

## Stratigraphie
La formation de Hanson est située à 4 km du mont Kirkpatrick, et à plus de 4 000 m d'altitude. Son nom provient de l'éperon Hanson (Hanson Spur), sa localité-type. Cette formation d'une puissance de 237,5 m, définie par D. H. Elliot en 1996, est constituée majoritairement de tufs volcaniques, de grès tufacés et de siltstones siliceux,.

## Paléofaune

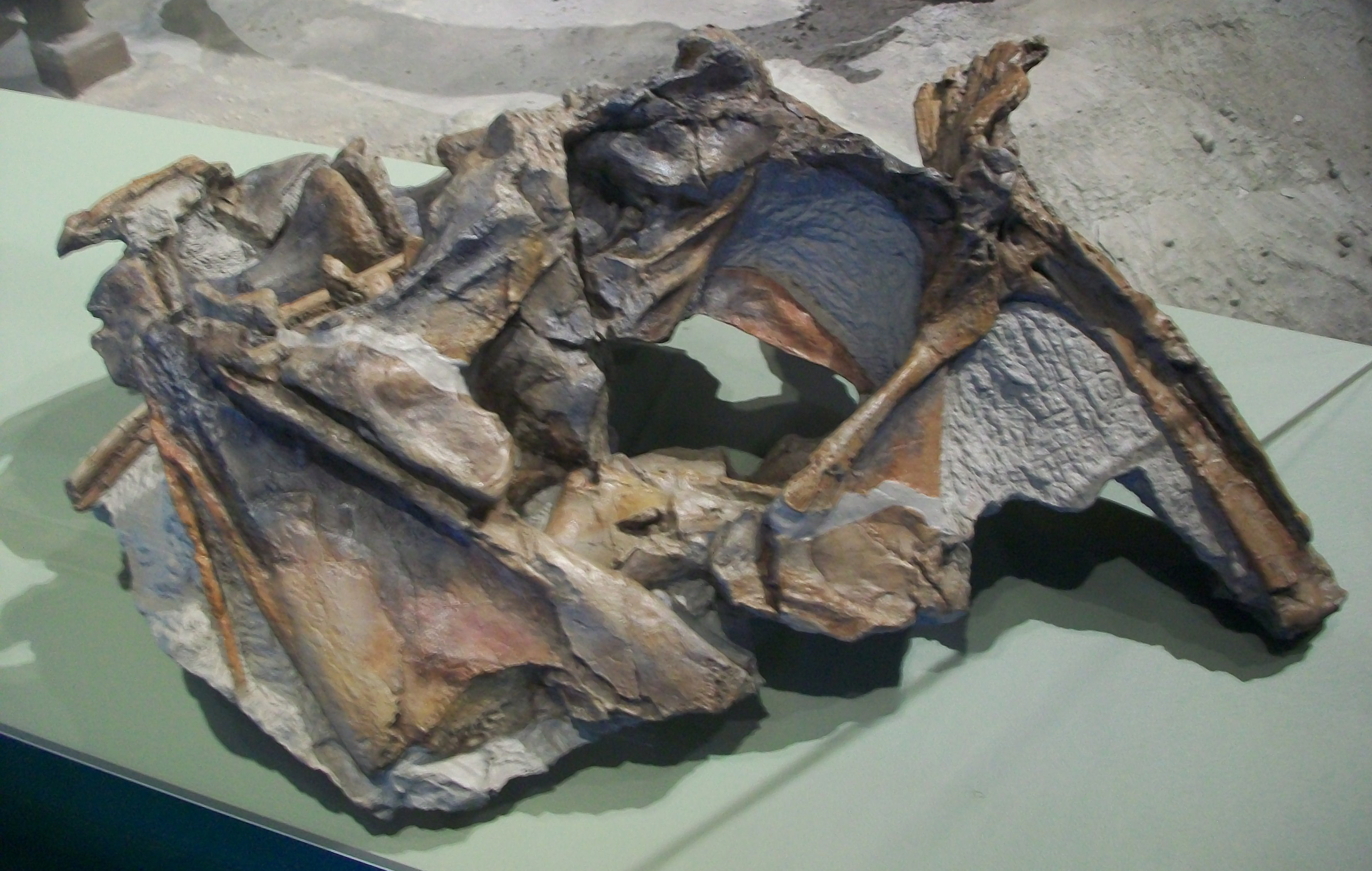
Crâne non restauré de l'holotype de Cryolophosaurus ellioti, FMNH PR1821.

La formation de Hanson est l'un des sites majeurs de fossiles de dinosaures en Antarctique. En 1991, le paléontologue William Hammer découvre dans ces roches (alors définies dans la partie supérieure de la formation de Falla) des restes d'un dinosaure théropode, décrit en 1994 sous le nom de Cryolophosaurus. Un genre de dinosaures sauropodomorphes, Glacialisaurus, dont les restes ont été collectés dans la partie inférieure de la formation, est décrit en 2007 par Nathan Smith et Diego Pol. Deux autres spécimens de sauropodomorphes, dont un squelette presque complet d'un individu juvénile, ont été mis au jour.
La formation a livré également un humérus de ptérosaure et une dent identifiée comme une post-canine d'un représentant de la famille des tritylodontidés,.